# Муалим
Муалим, Мектеб-хоџа, Мејтеф-хоџа је учитељ у мектебу - муслиманској основној верској школи. 
Постоје две врсте мектеба:
- мектеби-иптидаија - трогодишња школа са утврђеним планом и програмом наставе и дефинисаним бројем часова недељно и
- сибијан-мектеб - школа где нема плана и програма јер нема услова и организује се по селима.